# Wyn Roberts, Baron Roberts of Conwy
Ieuan Wyn Pritchard Roberts, Baron Roberts of Conwy Kt PC (* 10. Juli 1930 auf Anglesey; † 14. Dezember 2013 in Rowen, Wales) war ein britischer Journalist und Politiker der Conservative Party, der 27 Jahre lang Abgeordneter des House of Commons war und seit 1997 als Life Peer Mitglied des House of Lords war.

## Leben

### Journalist und Unterhausabgeordneter
Nach dem Schulbesuch war er als Journalist bei der Tageszeitung The Liverpool Post sowie anschließend Nachrichtenredakteur bei der BBC, ehe er zwischen 1959 und 1968 walisischer Kontrolleur und Exekutivproduzent bei Television Wales and the West (TWW) war. Danach war Roberts, der 1966 Mitglied des Eisteddfod von Gorsedd (Gorsedd Royal National Eisteddfod) wurde, noch kurzzeitig 1969 Programm-Manager bei Harlech TV.
Bei den Unterhauswahlen vom 18. Juni 1970 wurde Roberts als Kandidat der Conservative Party erstmals als Abgeordneter in das House of Commons gewählt, in dem er bis zu den Wahlen am 1. Mai 1997 fast 27 Jahre den Wahlkreis Conway vertrat, der nach bei den Wahlen am 9. Juni 1983 in Conwy umbenannt wurde.
Unmittelbar nach der Wahl übernahm er 1970 sein erstes Regierungsamt und war bis 1974 Parlamentarischer Privatsekretär beim Minister für Wales, Peter Thomas. Nach dem Wahlsieg der konservativen Tories bei den Unterhauswahlen am 3. Mai 1979 und der darauf folgenden Bildung der Regierung unter Premierministerin Margaret Thatcher wurde er 1979 zunächst Parlamentarischer Unterstaatssekretär im Ministerium für Wales (Welsh Office), ehe er danach von 1987 bis 1994 Staatsminister in diesem Ministerium war und damit engster Mitarbeiter der Minister Peter Walker, David Hunt und John Redwood.
1990 wurde er zunächst Knight Bachelor und führte fortan den Namenszusatz „Sir“ sowie 1991 Privy Councillor. Des Weiteren war er zwischen 1991 und 2003 Vorsitzender der Konservativen Parteiorganisationen in Wales.

### Oberhausmitglied
Nach seinem Ausscheiden aus dem Unterhaus wurde Roberts durch ein Letters Patent vom 1. Oktober 1997 als Life Peer mit dem Titel Baron Roberts of Conwy, of Talyfan in the County of Gwynedd, in den Adelsstand erhoben. Kurz darauf erfolgte am 22. Oktober 1997 seine Einführung (Introduction) als Mitglied des House of Lords.
In der Folgezeit übernahm er einige Funktionen innerhalb der nunmehr in der Opposition befindlichen Conservative Party und war erst von 1997 bis 2001 Oppositionssprecher für Verfassungsangelegenheiten von Wales sowie anschließend zwischen 2001 und 2007 Sprecher der oppositionellen Tories für Wales im Oberhaus.
Daneben engagierte sich Lord Roberts of Conwy, der 1995 Ehren-Fellow der Bangor University sowie 1997 der Aberystwyth University wurde, zwischen 1997 und 2004 Präsident der Medizinischen Fakultät (College of Medicine) der University of Wales. Danach war er von 2004 bis 2007 Vize-Präsident der Cardiff University und erhielt 2005 einen Ehrendoktor der Rechtswissenschaften (Hon LLD) der University of Wales.